# 火箱芳文
火箱 芳文（ひばこ よしふみ、1951年〈昭和26年〉5月15日 - ）は、日本の陸上自衛官。三菱重工業株式会社顧問。全日本柔道連盟特別顧問。公益財団法人陸修偕行社理事長。日本会議代表委員。

## 概要
福岡県出身の陸上自衛官である。第10師団長や中部方面総監を経て、第32代陸上幕僚長に就任した。
2009年に訪米した際には、アーリントン国立墓地やウォルター・リード陸軍医療センターのほか、ワシントンD.C.の全米日系米国人記念碑を訪れた。当時陸上幕僚長だった火箱は、それまで同記念碑を訪れた者のうち最高位の自衛官であったという。
2011年に退官し、その後は三菱重工業に顧問として再就職した。
日本戦略研究フォーラム評議員、国家基本問題研究所理事、日本会議代表委員などを務める。

## 東日本大震災発生時の行動
2011年3月11日、東日本大震災の発生した際、陸自のトップである陸上幕僚長の職にあった火箱は、防衛事務次官室において防衛省幹部と会議を行っていた。強い揺れとマグニチュード8.4の地震が発生したことを報道で知った火箱は、会議を行っていた11階から陸上幕僚長執務室のある4階まで階段で駆け降りた。
後の講演記録で本人が語ったところによれば、執務室に戻った火箱は、まず東北方面総監、君塚栄治陸将に電話連絡し、知事らからの要請を待つことなく出動するよう指示し、増援を約束した。さらに、全国残りの総監部に相次いで連絡し、出動させる師団・施設団と動かしてはならない部隊を指示した。
当時の自衛隊法においても、緊急の場合には特例として「知事らの要請なく出動できる定め」はあったものの、自衛隊の全国動員となるまでのことに火箱自身も独断であることを理解し、懲戒免職や処分などを受けることを覚悟して、必要だと確信し行ったという。それは、1995年の阪神淡路大震災において、自衛隊は「知事の要請」を待っていたがために出動が大幅に遅れてしまい、犠牲者を増やした過去があったからだった。
同日午後3時半の対策会議で、火箱の判断は正当なものとして追認された。結果として、自衛隊は20分で出動準備を完了して、約19000人の人命を救った。

## 略歴
- 1974年（昭和49年）3月：防衛大学校卒業（第18期）、陸上自衛隊入隊
- 1988年（昭和63年）7月：2等陸佐
- 1993年（平成05年）1月：1等陸佐
- 1995年（平成07年）3月23日：陸上幕僚監部防衛部防衛課業務計画班長
- 1997年（平成09年）4月1日：第3普通科連隊長兼名寄駐屯地司令
- 1998年（平成10年）7月1日：陸上幕僚監部人事部補任課長
- 1999年（平成11年）7月9日：陸将補に昇任
- 2000年（平成12年）6月30日：中部方面総監部幕僚副長
- 2002年（平成14年）3月22日：第20代第1空挺団長兼習志野駐屯地司令
- 2003年（平成15年）3月27日：北部方面総監部幕僚長兼札幌駐屯地司令
- 2005年（平成17年）7月28日：陸将に昇任、第24代第10師団長に就任
- 2007年（平成19年）3月28日：防衛大学校幹事
- 2008年（平成20年）3月24日：第27代中部方面総監に就任
- 2009年（平成21年）3月24日：第32代陸上幕僚長に就任
- 2011年（平成23年）8月5日：退官
- 2012年（平成24年）4月1日：三菱重工業株式会社顧問に就任
- 2021年（令和03年）11月3日：瑞宝重光章受章[8][9]
- 2023年（令和05年）6月：公益財団法人偕行社理事長
- 2024年（令和06年）4月1日：公益財団法人陸修偕行社理事長

## 栄典
- 2011年6月8日：リージョン・オブ・メリット（司令官級勲功章）[10][11]
- 2021年11月3日： 瑞宝重光章[9]

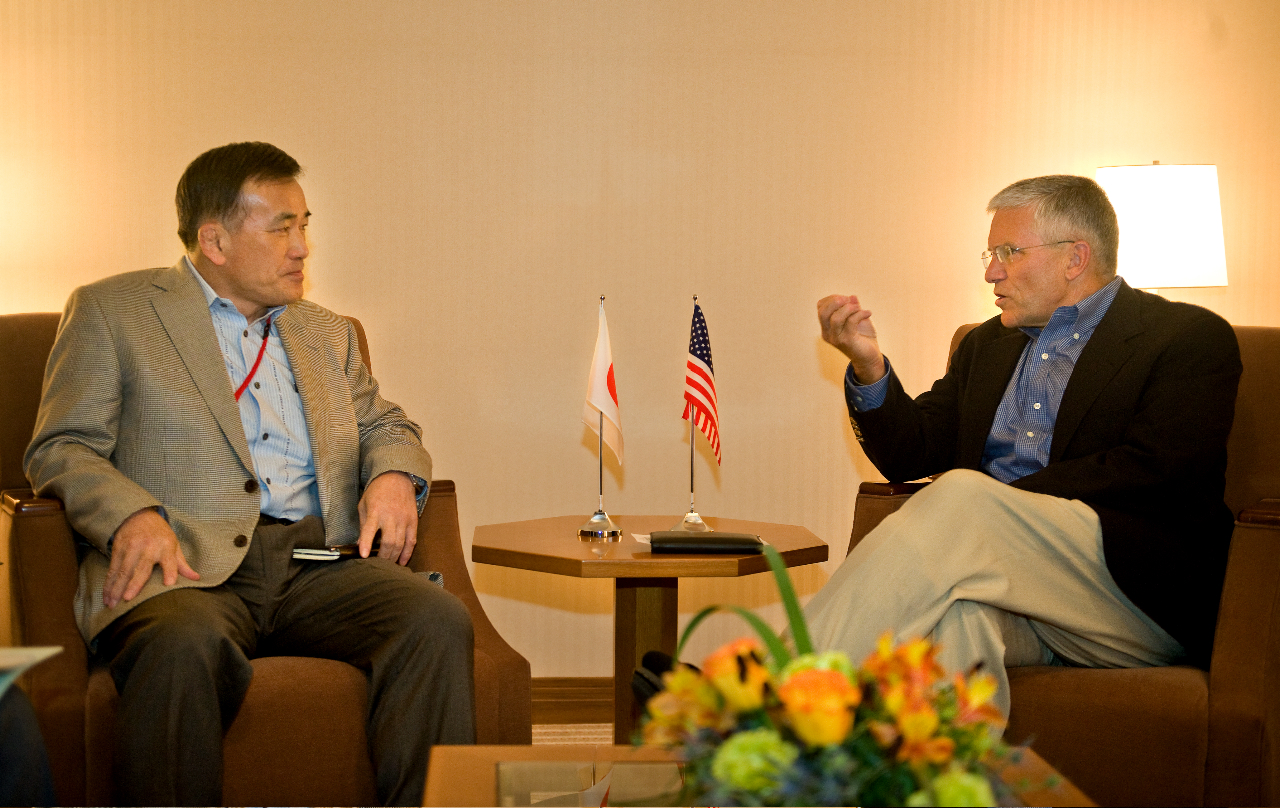
2009年8月、アメリカ合衆国陸軍参謀総長ジョージ・ケーシー（右）と
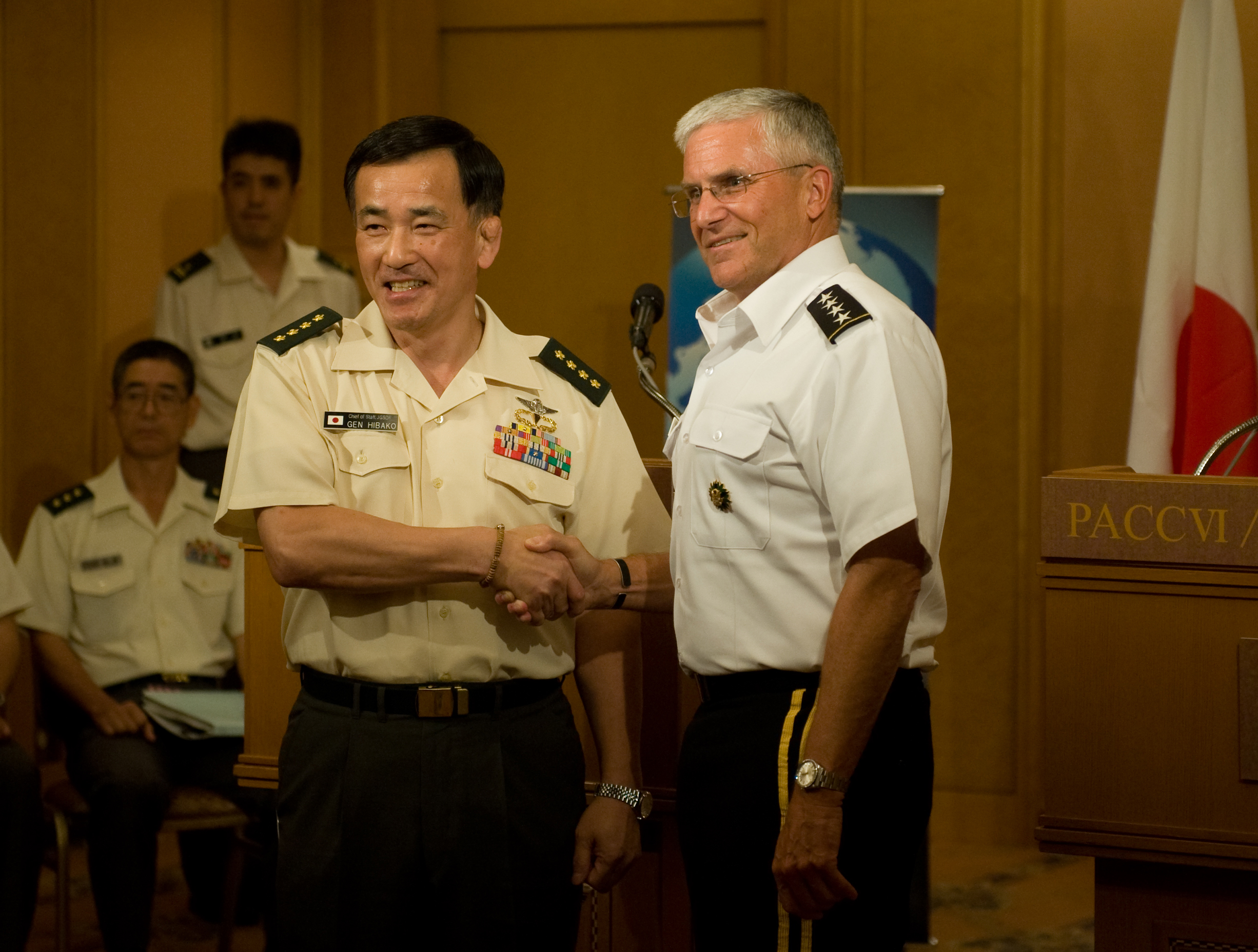
2009年8月、アメリカ合衆国陸軍参謀総長ジョージ・ケーシー（右）と

## 著書
- 火箱芳文『即動必遂』マネジメント社、2015年。ISBN 4837804713。